# 李向玉
李向玉（葡萄牙語：Lei Heong Iok，1953年—），汉族，中华人民共和国政治人物、第十一届全国政协委员。
於1999年至2018年期間担任澳门理工学院院长。2008年，当选第十一届全国政协委员，代表教育界，分入第四十组。2018年1月，当选第十三届全国政协委员。自2020年4月起擔任澳門理工大學（原澳門理工學院）校董會主席。